# Јарослав Полак
Јарослав Полак, (чеш. Jaroslav Pollák; Медзев, 11. јул 1947 – 26. јун 2020. Кошице) био је чехословачки и словачки фудбалер. Носилац је златне медаље са Европског првенства 1976. Учесник је и Свјетског првенства 1970. у Мексику. Његов брат Ладислав је такође био фудбалер.

## Каријера
За ФК Кошице је дебитовао 1965. са 18 година. Био је добар техничар и јак везни играч. Упркос бројним понудама у ФК Кошице остаје  једанаест година све до 1977. године. Током војног рока играо је за ФК Дукла Банска Бистрица. Након две године проведених у Дукли 1979. прелази у ФК Спарта Праг. У Спарти су га због начина игре звали Боби јер је техником био сличан Бобију Чарлтону. Одиграо је 418 првенствених утакмица и постигао 25 голова. Наступао је и за ФК Аустрија Салцбург за који је одиграо 65 утакмица у аустријској Бундеслига након чега се поново враћа у ФК Кошице које су биле у другој лиги гдје је и завршио играчку каријеру. У Купу побједника купова одиграо је 4 меча и постигао 2 гола. Једини успјех му је био освајање Купа Чехословачке са Спартом из Прага 1980.
За репрезентацију Чехословачке дебитовао је 23. јуна 1968. године када је у Братислави побијеђен Бразил са 3:2. За репрезентацију није играо током 1973. и 1975. У репрезентацију се вратио 1976. када је са репрезентацијом на Европском првенству освојио златну медаљу. Од националног дреса опростио се 26. марта 1980. када је Чехословачка изгубила 2:0 од Швајцарске у Базелу. Учествовао је и на Европском првенству 1980. али није улазио у игру. Одиграо је 49 утакмица у репрезентацији Чехословачке и постигао 1 гол 16. јуна 1971.(у квалификацијама за Европско првенство 1972. против Финске). 
По окончању играчке каријере био је потпредсједник и предсједник ФК Кошице, као и потпредсједник ФК Спарте Праг.

## Лигашки учинак
| Сезона                           | Утакмица | Голова | Клуб                     |
| -------------------------------- | -------- | ------ | ------------------------ |
| 1. чехословачка лигаa 1964/65    | 1        | 0      | ФК Кошице                |
| 1. чехословачка лига 1965/66     | 25       | 3      | ФК Кошице                |
| 1. чехословачка лига 1966/67     | 26       | 0      | ФК Кошице                |
| 1. чехословачка лига 1967/68     | 24       | 0      | ФК Кошице                |
| 1. чехословачка лига 1968/69     | 26       | 0      | ФК Кошице                |
| 1. чехословачка лига 1969/70     | 29       | 2      | ФК Кошице                |
| 1. чехословачка лига 1970/71     | 23       | 2      | ФК Кошице                |
| 1. чехословачка лига 1971/72     | 29       | 1      | ФК Кошице                |
| 1. чехословачка лига 1972/73     | 28       | 2      | ФК Кошице                |
| 1. чехословачка лига 1973/74     | 27       | 2      | ФК Кошице                |
| 1. чехословачка лига 1974/75     | 30       | 4      | ФК Кошице                |
| 1. чехословачка лига 1975/76     | 28       | 2      | ФК Кошице                |
| 1. чехословачка лига 1976/77     | 26       | 1      | ФК Кошице                |
| 1. чехословачка лига 1977/78     | 28       | 4      | ФК Дукла Банска Бистрица |
| 1. чехословачка лига 1978/79     | 28       | 1      | ФК Дукла Банска Бистрица |
| 1. чехословачка лига 1979/80     | 30       | 1      | ФК Спарта Праг           |
| 1. чехословачка лига 1980/81     | 10       | 0      | ФК Спарта Праг           |
| 1. словачка народна лига 1985/86 | 14       | 0      | ФК Кошице                |
| 1. словачка народна лига 1986/87 | 21       | 0      | ФК Кошице                |
| 1. словачка народна лига 1987/88 | 8        | 0      | ФК Кошице                |
| УКУПНО                           | 418      | 25     |                          |